# Princípio de Maupertuis
Em Mecânica Clássica, o Princípio de Maupertuis (em referência a Pierre Louis Maupertuis) afirma que a trajetória seguida por um sistema físico é aquela com o menor comprimento (levando em conta as definições apropriadas de trajetória e comprimento). É um caso particular do princípio mais geral de Mínima Ação. Usando cálculo variacional, chega-se em uma formulação de equações integrais para as equações de movimento do sistema.

## Formulação matemática
O princípio de Maupertuis afirma que o caminho no espaço de fase traçado por um sistema físico descrito por {\displaystyle N} coordenadas generalizadas, {\displaystyle {\bf {q}}=(q_{1},q_{2},..q_{N})}, entre duas posições fixas {\displaystyle {\bf {q}}_{0}} e {\displaystyle {\bf {q}}_{f}} é um extremal de uma ação reduzida
{\displaystyle {\mathcal {S}}_{0}[\mathbf {q} (t)]\ {\stackrel {\mathrm {def} }{=}}\ \int \mathbf {p} \cdot d\mathbf {q} }
onde {\displaystyle \mathbf {p} =\left(p_{1},p_{2},\ldots ,p_{N}\right)}são os momentos conjugados das coordenadas generalizadas.